# Cooperativa Segle XX
La cooperativa Segle XX, nom complet: «Societat Cooperativa de Consum Segle XX», fou una entitat fundada el 1901 per cent associats que es van organitzar al voltant d'una botiga de queviures. La cooperativa es dedicava a la gestió popular del consum en un moment difícil per a les classes populars i d'una gran fractura social. Els socis pagaven una quota que els donava dret a comprar productes i també funcionava com a assegurança de malaltia, vellesa i viduïtat. A finals dels anys vint, va arribar a tenir tres-cents socis i la seva pròpia moneda.
Amb la República, es va passar a denominar «Cooperativa Obrera i Popular al Segle XX» i un dia abans de l'ocupació de Barcelona a la Guerra Civil, el gener de 1939, l'edifici va ser destruït durant un bombardeig. En els primers anys de la dictadura franquista, una junta rectora va assumir els deutes de l'entitat i va aconseguir un crèdit a la construcció d'un nou edifici al carrer de Ginebra, al barri mariner de la Barceloneta, inaugurat el 1941, on es van organitzar activitats socials i culturals.
L'edifici, de planta baixa i tres plantes, va ser projectat per Miquel Niubó i Munté, d'estil expressionista, i està en desús des de principis dels anys 90. La titularitat de l'immoble va estar en situació de litigi des del 2012, quan es va dissoldre l'antiga cooperativa i hi va haver un desacord entre els antics propietaris.